# Eucalyptus megacarpa
Eucalyptus megacarpa, bullich, es una especie de eucalipto perteneciente a la familia de las mirtáceas.

## Descripción
Es un árbol de talla pequeña a grande, de distribución dispersa en los bosques del suroeste de Australia Occidental. La corteza es lisa, verde jaspeada, gris-rojiza o blanca. Las hojas adultas son pedunculadas, alternadas, lanceoladas o falcadas, 8-14 x 2-3 cm, concolorosas, opacas, verde azulosas a verdes.
Flores blancas en racimos de 3 aparecen desde mediados del otoño a finales de primavera.

## Taxonomía
Eucalyptus megacarpa fue descrita por Ferdinand von Mueller y publicado en Fragmenta Phytographiæ Australiæ 2: 70. 1860.
Etimología
Eucalyptus: nombre genérico que proviene del griego antiguo: eû = "bien, justamente" y kalyptós = "cubierto, que recubre". En Eucalyptus L'Hér., los pétalos, soldados entre sí y a veces también con los sépalos, forman parte del opérculo, perfectamente ajustado al hipanto, que se desprende a la hora de la floración.
megacarpa: epíteto latíno que significa "con gran fruto".